# 内海健治
内海 健治（うつみ けんじ、1986年1月26日 - ）は、日本の空手家。埼玉県戸田市出身。全日本空手道連盟公認3段。全日本ナショナルチーム所属。

## 解説
3歳で空手道を習いはじめる。喜沢中学校を卒業後、山梨県に移り住み山梨学院大学附属高等学校、山梨学院大学に進学。高校、大学において学生全日本優勝を成し遂げた。2007年から全日本空手道連盟の強化選手に選ばれ、団体形の選手として国際大会に出場している。2009年には諸岡奈央と共にイッセイミヤケのパリコレクションで形のデモンストレーションを行った。